# Pearl River Tower
Pearl River Tower (kinesiska: 珠江大厦; pinyin: zhūjiāng dàshà) är en 71-vånings 309,7 meter hög skyskrapa. Byggnaden står i Tianhe distriktet i Guangzhou, Kina. Skyskrapan är designad med omfattande energibesparing i baktanke. Skyskrapan 'r utrustad med vertikala vindturbiner som leder luft genom kanaler i byggnaden för kylning och ventilation. Solfångare, och fotovoltaiska celler genererar elektricitet och varmvatten till byggnaden. För att klara kylningen är ytterfasaden utrustad med plåtar.